# Shuhei Yamada
Shuhei Yamada (født 22. april 1993) er en japansk fodboldspiller.
Han har spillet for flere forskellige klubber i sin karriere, herunder Fujieda MYFC.